# Боков, Борис Серафимович
Борис Серафимович Боков (19 января 1955, Калининградская область — 23 октября 2024, Санкт-Петербург) — советский хоккеист, нападающий. Мастер спорта СССР.

## Карьера
Родился в Калининградской области.
Воспитанник ленинградской спортивной школы «Кировец». Карьеру провёл в командах Ленинграда. Начал играть в команде второй лиги «Шторм» в сезоне 1973/74. В следующем сезоне дебютировал в чемпионате СССР в составе СКА (Ленинград), за клуб отыграл 10 сезонов с 1974 по 1985 год, набрал 219 (139+80) очков в 383 матчах.
Также выступал во второй лиге за «Судостроитель» (1976/77), «Звезду» (1987/88 — 1988/89), «Ижорец» (1990/91). Завершил карьеру в сезоне 1991/92 в команде второго дивизиона Финляндии «Кеттеря».
После завершения профессиональной карьеры тренировал любительские хоккейные команды в Петербурге.
Умер 23 октября 2024 года в Санкт-Петербурге в возрасте 69 лет.